# Bolszaja Iżora (stacja kolejowa)
Bolszaja Iżora (ros. Большая Ижора) – stacja kolejowa w miejscowości Bolszaja Iżora, w rejonie łomonosowskim, w obwodzie leningradzkim, w Rosji. Położona jest na linii z Dworca Bałtyckiego do Wiejmarna.